# رابرت جورج گراهام
رابرت جورج گراهام (انگلیسی: Robert George Graham; ۱ ژانویهٔ ۱۸۴۵ – ۱ ژانویهٔ ۱۹۲۲) بازیکن فوتبال بود.